# Vonetta McGee
Vonetta Lawrence McGee (14 de enero de 1945 – 9 de junio de 2010) fue una actriz estadounidense. Debutó en la película spaghetti western The Great Silence y luego apareció en películas blaxploitation como Hammer, Melinda, Blacula, Shaft in Africa, Detroit 9000 y Thomasine & Bushrod (1974), junto a su entonces novio Max Julien. En 1975, coprotagonizó junto a Clint Eastwood The Eiger Sanction. Fue habitual en la comedia de situación de Universal Television Bustin' Loose, de 1987, interpretando a Mimi Shaw durante su única temporada (1987–88).

## Primeros años
Nacida como Vonetta Lawrence McGee en San Francisco, California, hija de Lawrence McGee y Alma McGee (de soltera Scott), McGee se graduó en la San Francisco Polytechnic High School en 1962. A los 17 años le diagnosticaron un linfoma de Hodgkin. Su familia la animó a ser abogada.
Se matriculó en la Universidad Estatal de San Francisco para estudiar Derecho y actuó con el grupo de teatro negro Aldridge Players West, comprometido con la lucha contra el racismo. Finalmente, abandonó la universidad y se marchó al extranjero en busca de trabajo como actriz.

## Carrera
McGee consiguió su primer papel en 1968, cuando actuó junto a Jean-Louis Trintignant y Klaus Kinski en la película spaghetti western de Sergio Corbucci The Great Silence, y debutó en el cine ese mismo año con el papel protagonista en la comedia italiana Faustina. Más tarde se hizo famosa por sus papeles en las películas de blaxploitation Melinda y Hammer, de 1972. En el thriller de acción Shaft in Africa (1973), McGee interpretó el papel de Aleme, la hija de un emir, que enseña geografía etíope a John Shaft (Richard Roundtree). A principios de ese año había aparecido en un papel secundario como sacerdotisa ocultista en The Norliss Tapes. En 1974, McGee interpretó a Thomasine, junto a Max Julien como Bushrod, en la película de acción western Thomasine & Bushrod, que pretendía ser la contrapartida de la película de 1967 Bonnie and Clyde. Al año siguiente, protagonizó junto a Clint Eastwood el thriller de acción The Eiger Sanction (1975).
La película de 1977 Brothers, en la que McGee interpretaba a un personaje similar a Angela Davis, fue retirada de la taquilla por temor a que se produjeran disturbios. Ese mismo año, en una entrevista con la revista Ebony, señaló la disminución de las películas protagonizadas por negros en los últimos dos años.
En 1979, apareció en un episodio de la serie de televisión Starsky & Hutch titulado "Black and Blue". En 1984, interpretó a Marlene, la enérgica gerente de un aparcamiento, en la película de culto Repo Man.
Vonetta McGee siempre habló del racismo que existía en la industria. Cuando la cantante Diana Ross consiguió papeles protagonistas y fue aclamada como prueba de la igualdad de oportunidades en Hollywood, McGee argumentó lo contrario. "Ella ha tenido el lujo de contar con el apoyo de un estudio," dijo McGee. "Ahí es donde muchos de nosotros nos quedamos cortos. Todos necesitábamos cierta protección. Pero estábamos solos."
A McGee no le gustaba el término "Blaxploitation". Le dijo al LA Times que esa etiqueta era "como el racismo, así que no tienes que pensar en los elementos individuales, solo en el conjunto". En su lugar, McGee prefería el "género cinematográfico negro". "El cine negro", dijo una vez, "es la forma de arte más valiosa en el cine desde Andy Warhol y las latas de sopa Campbell, por el impacto que tuvo en la comunidad negra."

## Vida personal y muerte
McGee mantuvo una relación sentimental con el actor Max Julien entre 1974 y 1977.[cita requerida] Ambos protagonizaron juntos la película Thomasine & Bushrod, estrenada en 1974.
Quería centrarse en la escritura y el cine, pero se enfrentaba a una batalla continua contra el linfoma de Hodgkin, por lo que se tomó un descanso para centrarse en su salud a finales de la década de 1970 y principios de la de 1980. La película Repo Man, de 1984, marcó su regreso a la pantalla.
Conoció a Carl Lumbly en el rodaje de Cagney & Lacey y se casó con él en 1986. Tuvieron un hijo, Brandon, nacido en 1988. La pareja fue portavoz de la American Lung Association.[cita requerida]
A McGee le diagnosticaron cáncer en 2001 y Lumbly se convirtió en su principal cuidador. McGee murió de un paro cardíaco el 9 de julio de 2010, a la edad de 65 años.

## Filmografía seleccionada
| Año  | Título              | Papel                         | Notas                          |
| ---- | ------------------- | ----------------------------- | ------------------------------ |
| 1968 | Faustina            | Faustina Ceccarelli           |                                |
| 1968 | The Great Silence   | Pauline Mid                   |                                |
| 1968 | The Lost Man        | Diane Lawrence                |                                |
| 1970 | The Kremlin Letter  | "The Negress"                 |                                |
| 1972 | The Big Bust Out    | Nada                          |                                |
| 1972 | Melinda             | Audrey Miller / Melinda Lewis |                                |
| 1972 | Blacula             | Tina Williams / Luva          |                                |
| 1972 | Hammer              | Lois                          |                                |
| 1973 | The Norliss Tapes   | Mademoiselle Jeckiel          |                                |
| 1973 | Shaft in Africa     | Aleme                         |                                |
| 1973 | Detroit 9000        | Roby Harris                   |                                |
| 1974 | Thomasine & Bushrod | Thomasine                     |                                |
| 1975 | The Eiger Sanction  | C-2 Agent Jemima Brown        |                                |
| 1977 | Brothers            | Paula Jones                   |                                |
| 1977 | Foxbat              | Toni Hill                     |                                |
| 1978 | Superdome           | Sonny                         |                                |
| 1984 | Repo Man            | Marlene                       |                                |
| 1985 | Hell Town           | hermana Indigo                | Telefilme                      |
| 1990 | To Sleep with Anger | Pat                           |                                |
| 1991 | Brother Future      | Mortilla                      |                                |
| 1998 | Johnny B Good       | Lidia                         |                                |
| 2007 | Black August        | Georgia Jackson               | (último papel cinematográfico) |

| Año       | Título          | Papel           | Notas                       |
| --------- | --------------- | --------------- | --------------------------- |
| 1979      | Starsky & Hutch | Joan Meredith   | 1 episodio "Black and Blue" |
| 1984–1986 | Cagney & Lacey  | Claudia Petrie  | 4 episodios                 |
| 1985      | Hell Town       | hermana Indigo  | 8 episodios                 |
| 1987      | Amen            | Monica Rutledge | 1 episodio                  |
| 1987–1988 | Bustin' Loose   | Mimi Shaw       | 26 episodios                |
| 1989–1990 | L.A. Law        | Jackie Williams | 7 episodios                 |